# Падая вверх
«Падая вверх» («Падаючи вгору») — перший і єдиний російськомовний альбом українського рок-гурту «Кому Вниз» 1989 року. Був виданий на аудіокасеті. Пізніше була записана остання російськомовна пісня Кому вниз, «Улица чужих лиц», яка на альбом не потрапила. 2003 року альбом перевидано на CD лейблом «Атлантик».

## Список композицій
1. Песня о мире
2. Для тех, кому вниз
3. Работа
4. Тихо в горах
5. Вши
6. Хибрай
7. Болеро
8. Падая вверх
9. Улица чужих лиц